# Oxya oxyura
Oxya oxyura är en insektsart som beskrevs av Boris Petrovich Uvarov 1953. Oxya oxyura ingår i släktet Oxya och familjen gräshoppor. Inga underarter finns listade i Catalogue of Life.